# Pink Apple

Logo des Festivals

Pink Apple ist ein queeres Filmfestival in der Schweiz und findet jedes Frühjahr in Zürich und in Frauenfeld statt.

## Geschichte
1997 wurde Pink Apple von einer Handvoll Filmbegeisterter in Frauenfeld im Kanton Thurgau gegründet. Der Schweizer «Apfelkanton» – auch «Mostindien» genannt aufgrund seiner vielen Apfelbäume – stand Pate bei der Namensgebung. Ziel war, die «Förderung homosexueller Emanzipation und Akzeptanz» in der Provinz – und das auf einer kulturellen Basis. Im April 1998 wurde das Festival erstmals durchgeführt – mit zehn Filmen und viel Publikumsandrang im kleinen Cinema Luna in Frauenfeld.
In Zürich landete Pink Apple mit 7 Filmen in 7 Vorstellungen im Arthouse Movie im Gefolge der lesbisch-schwulen EuroGames, die im Jahr 2000 dort stattfanden – und war von Beginn weg ein Erfolg. Seither hat sich das Festival grossmehrheitlich Richtung Grossstadt verlagert, wo der wachsende Zuspruch das Bedürfnis nach einer alljährlich stattfindenden queeren Filmauswahl über die Jahre untermauerte. 2003 fand die Eröffnungsfeier von Pink Apple erstmals in Zürich statt – gezeigt wurden in 40 Vorstellungen rund 50 Filme, vornehmlich Schweizer Premieren. Mittlerweile ist das queere Festival Pink Apple zum grössten und bedeutendsten seiner Art in der Schweiz avanciert: Das Programm umfasst rund 120 Filme aus aller Welt – Spiel-, Dokumentar- und Kurzfilme – ebenso viele Veranstaltungen und lädt alljährlich zahlreiche nationale und internationale Gäste zu sich ein. Allerdings blieb Pink Apple seinem Ursprungsort bis heute treu: Im Anschluss an die Durchführung in Zürich findet das Festival jeweils mit einem ausgewählten Programm auch in Frauenfeld statt.
Pink Apple legt nebst seiner soziopolitischen Ausrichtung auch Wert auf Veranstaltungen mit einer filmhistorischen und/oder filmästhetischen Ausrichtung. Ergänzend zum Filmprogramm gibt es jeweils Q&As, Podiumsgespräche, Vorträge, Public Viewings gelegentlich Ausstellungen und Masterclasses. Seit 2015 vergibt Pink Apple einen Festival Award für Verdienste im schwullesbischen+ Filmschaffen. Die bisherigen Preisträger sind: Lionel Baier, Léa Pool, Rob Epstein & Jeffrey Friedman, Christine Vachon, Rosa von Praunheim, Ulrike Ottinger, Eytan Fox und Angelina Maccarone.
2018 wurde Pink Apple mit der Goldenen Ehrenmedaille des Kantons Zürich für seine kulturellen Verdienste sowie im Rahmen des 1. Diversity Award mit dem LGBT+ Award ausgezeichnet.
2018/19 änderte Pink Apple seinen Namenszusatz in schwullesbisch+.
Im September 2019 startete Pink Apple zusammen mit den Arthouse-Kinos die monatliche Filmreihe «Uto goes Pink!».
2020/2021 Trotz Covid-19-Pandemie wurden das 23. und 24. Pink Apple durchgeführt – allerdings in alternativer und reduzierter Form. Die Vorstellungen fanden im Kino oder im Kulturhaus Helferei mit live Publikum statt. Auf eine Online-Durchführung wurde aus organisatorischen Gründen – und weil Pink Apple auch in dieser schwierigen Zeit ein Treffpunkt für die LGBT+-Community bleiben wollte – verzichtet.
2022 ändert Pink Apple den Namenszusatz in queeres Filmfestival.
Pink Apple basiert auf Vereinsbasis, ist ein unabhängiges Projekt und nicht profitorientiert. Das Festival finanziert sich durch Sponsorengelder, die Einnahmen aus dem Billettverkauf sowie Beiträge durch Stiftungen und öffentliche Institutionen. Das Organisationskomitee besteht aus rund 30 Beschäftigten.

## Wettbewerbe und Preise
2001 wurde erstmals ein internationaler Kurzfilmwettbewerb durchgeführt und der Pink Apple Short Film Award – in der Höhe von 2000 Schweizer Franken – durch eine Fachjury vergeben. Im gleichen Jahr entstand auch ein Publikumspreis, bei welchem die Besucher anhand von Stimmkarten die Langfilme des aktuellen Programms beurteilen. Der Film mit den besten Voten erhält das Label Pink Apple Publikumspreis (seit 2008 aufgeteilt auf besten Dokumentar- und besten Spielfilm; seit 2017 sind die beiden Preise mit je 1000 Schweizer Franken dotiert). Seit 2015 vergibt das Festival eine Auszeichnung für Verdienste im schwul-lesbischen Filmschaffen: den Pink Apple Festival Award (Preissumme 3000 Schweizer Franken). Erstmals wird 2023 für Langfilme ein Internationaler Wettbewerb ausgeschrieben. Acht Bewerber gehen ins Rennen um den „Pink Apple“, der mit 3.000 Schweizer Franken dotiert ist.

### Bisherige Gewinner
Pink Apple Festival Award
- 2022: Angelina Maccarone
- 2021: Eytan Fox
- 2020: Ulrike Ottinger
- 2019: Rosa von Praunheim[2]
- 2018: Christine Vachon
- 2017: Rob Epstein & Jeffrey Friedman
- 2016: Léa Pool
- 2015: Lionel Baier

Pink Apple Short Film Award / Kurzfilmwettbewerb
- 2022: Egúngún (Masquerade), Olive Nwosu, Nigeria 2021
- 2022:  Inabitável, Enock Carvalho & Matheus Farias, Brasilien 2022 (Special Mention)

- 2021: Nattrikken, Eirik Tveiten, Norwegen 2020
- 2021: Cwch Deilen, Efa Blosse-Mason, Grossbritannien 2020 (Special Mention)

- 2020: Hey You, Jared Watmuff, Grossbritannien 2019
- 2020: Min värld i dim, Jenifer Malmqvist, Schweden 2019 (Special Mention)

- 2019: Mrs McCutcheon, John Sheedy, Australien 2017
- 2019: Three Centimetres, Lara Zeidan, Grossbritannien, Libanon 2018 (Special Mention)
- 2018: Calamity, Séverine De Streyker & Maxime Feyers, Belgien 2017
- 2018: Malik, Nathan Carli, Frankreich 2018 (Special Mention)
- 2017: Salta, Marianne Amelinckx, Venezuela 2016
- 2016: Carina, Sandra Concepión Reynoso Estrada, Mexiko 2015
- 2016: Hole, Martin Edralin, Kanada 2014 (Special Mention)
- 2015: Black is Blue,  Cheryl Dunye, USA 2014
- 2015: L’autre femme, Marie KA, Senegal 2013 (Special Mention)
- 2014: Ce n'est pas un film de Cow-boys, Benjamin Parent, Frankreich 2012
- 2014: Ett sista farväl, Casper Andreas, Schweden 2013 (Special Mention)
- 2013: It's Consuming Me, Kai Stänicke, Deutschland 2012
- 2012: Taboulé, Richard Garcia, Spanien 2011
- 2011: Hammerhead, Sam Donovan, Grossbritannien 2009
- 2010: Almas perdidas, Julio de la Fuente, Spanien 2009
- 2009: The Island, Trevor Andersen, Kanada 2008
- 2008: No Bikini, Claudia Morgado Escanilla, Kanada 2007
- 2007: Airplanes, Jen Heck, USA 2006
- 2006: John and Michael, Shira Avni, Kanada 2004
- 2005: A Different War, Nadav Gal, Israel 2003
- 2004: Bar Talk, Cheryl Furjanic, USA 2002
- 2003: Snöchschtmol, Lawrence Grimm, Schweiz 2002
- 2002: They Still Smile, Irina Sizova, Ukraine 2002
- 2001: Kimberly, Bettina Disler, Schweiz/Australien 2000

Pink Apple Audience Award: Best Documentary
- 2022: Nelly & Nadine, Magnus Gertten, Schweden/Belgien/Norwegen 2022
- 2021: De la cuisine au parlement – Edition 2021, Stéphane Goël, Schweiz 2021
- 2020: Uferfrauen, Barbara Wallbraun, Deutschland 2020
- 2019: Gay Chorus Deep South, David Charles Rodrigues, USA 2019
- 2018: Chavela, Catherine Gund & Daresha Kyi, USA 2017
- 2017: Strike A Pose, Ester Gould, Reijer Zwaan, Niederlande/Belgien 2016
- 2016: She's Beautiful When She's Angry, Mary Dore, USA 2014
- 2015: My Child, Can Candan, Türkei 2013
- 2014: Kein Zickenfox, Kerstin Polte und Dagmar Jäger, Deutschland 2014
- 2013: Call Me Kuchu, Malika Zouhali-Worrall und Katherine Fairfax Wright, USA 2012
- 2012: Vito, Jeffrey Schwarz, USA 2011
- 2011: Due volte genitori, Claudio Cipelleti, Italien 2009
- 2010: Edie & Thea: A Very Long Engagement, Greta Olafsdottir & Susan Muska, USA 2009
- 2009: Zanzibar Soccer Queens, Florence Ayisi, Grossbritannien 2007
- 2008: Football Under Cover, Ayat Najafi & David Assmann, Deutschland 2008

Pink Apple Audience Award: Best Film
- 2022:  Nico, Eline Gehring, Deutschland 2021
- 2021: Été 85, François Ozon, Frankreich 2020
- 2020: Tu me manques, Rodrigo Bellot, Bolivien/USA 2019
- 2019: Tell It to the Bees, Annabel Jankel, Grossbritannien 2018
- 2018: Puoi baciare lo sposo, Alessandro Genovesi, Italien 2018
- 2017: In Between, Maysaloun Hamoud, Israel/Frankreich 2016
- 2016: Chez Nous, Tim Oliehoek, Holland 2014
- 2015: While You Weren’t Looking, Catherine Stewart, Südafrika 2015
- 2014: Azul y no tan Rosa, Miguel Ferrari, Venezuela 2012
- 2013: Rosie, Marcel Gisler, Schweiz 2012
- 2012: Mosquita y Mari, Aurora Guerrero, USA 2011
- 2011: Contracorriente, Javier Fuentes-Léon, Peru 2009
- 2010: The Big Gay Musical, Casper Andreas & Fred M. Caruso, USA 2009
- 2009: I Can't Think Straight, Shamim Sarif, Grossbritannien 2007
- 2008: XXY, Lucía Puenzo, Argentinien/Grossbritannien/Frankreich 2007
- 2007: Imagine Me and You, Ol Parker, Grossbritannien/Deutschland 2005
- 2006: Paper Dolls, Tomer Heymann, Israel/Schweiz 2005
- 2005: Beautiful Boxer, Ekachai Uekrongtham, Thailand 2003
- 2004: D.E.B.S., Angela Robinson, USA 2003
- 2003: Ruthie and Connie: Every Room in the House, Deborah Dickson, USA 2001
- 2002: La parade (Notre histoire), Lionel Baier, Schweiz 2001
- 2001: Trembling Before G-d, Sandi Sima Dubowski, USA/Israel 2000

## Auszeichnungen
2018 wurde Pink Apple mit der Goldenen Ehrenmedaille des Kantons Zürich, der höchsten Auszeichnung des Kantons für kulturelle Verdienste und mit dem LGBT+ Award im Rahmen des 1. Swiss Diversity Award ausgezeichnet.